# Channi
Ne doit pas être confondu avec Chani.
La channi est une race bovine pakistanaise.

## Origine
Elle appartient à la sous-espèce zébu de Bos taurus.

## Morphologie
Elle porte une robe gris clair pouvant être tachetée de noir. 
C'est une race de taille moyenne et légère.

## Aptitudes
Elle est essentiellement utilisée pour sa force de traction. Un peu de lait peut être tiré pour la consommation familiale. 
C'est une race rustique, résistante à la chaleur et aux insectes parasites de la peau. Elle est frugale, se contentant de déchets végétaux fibreux ou de paille.